# 生田花朝女

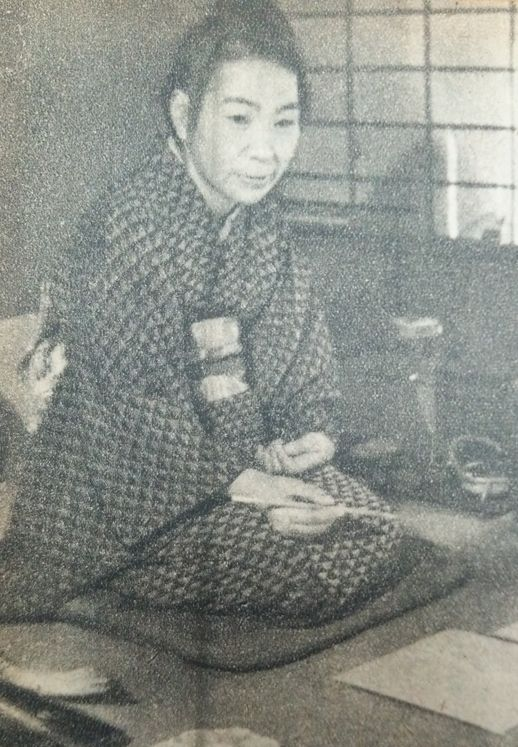
1947年の生田

生田 花朝女（いくた かちょうじょ、1889年（明治22年）11月22日 - 1978年（昭和53年）3月29日）は、明治時代から昭和時代にかけての日本画家。

## 来歴
菅楯彦と北野恒富の門人。本名、生田稔（みのり）。始め花朝と号し、のちに花朝女と号した。1889年、大阪市天王寺区上之宮町で生まれており、現在は生誕地の碑が建っている。父は国学者の生田南水。父に俳句、藤沢黄波に漢学、近藤尺天に国学を学ぶ。大阪第一師範学校附属小学校を卒業後、喜多暉月に四条派を教わる。1912年、菅楯彦に師事してまず大和絵と有職故実を学んでいる。1921年に北野恒富に預けられ、白耀社にも所属した。1925年の第6回帝展に出品した「春日」が初入選を果たした。翌1926年の第7回帝展に出品の「浪花天神祭」（所在不明）が、帝展における女性画家による初の特選となっており、当時は注目を集めた。さらに翌1927年、第8回の帝展に「四天王寺曼荼羅」（大阪城天守閣蔵）を無鑑査で出品、これ以降、1934年の第15回帝展まで連続入選をしている。また、この間、1930年、第2回聖徳太子奉讃美術展には「春宵興会」を無鑑査出品したほか、1936年秋に開催の文展招待展に「泉州脇の浜」という作品を招待出品をすると、その後、1939年、1941年と新文展に無鑑査で出品している。
1945年3月の米軍の大阪市への大空襲にて画室が焼失。奈良県の法隆寺に疎開した。
第二次世界大戦後は、1949年の第5回日展に「投壺」を依嘱出品、1954年の第10回日展、1967年の第13回日展にも作品を依嘱出品している。花朝女は樗会を主宰し、菅楯彦の画風を継承して主として大阪の風物を親しみを込めて描き続けた。その功績により、1952年に大阪市民文化賞を受賞、また、1958年には大阪府芸術賞を受賞した。1978年3月29日、大阪・帝塚山の自宅で死去。享年88。

## 作品
| 作品名                           | 技法     | 形状・員数 | 寸法（縦x横cm） | 所有者       | 年代              | 出品展覧会 | 落款・印章                          | 備考 |
| -------------------------------- | -------- | ---------- | --------------- | ------------ | ----------------- | ---------- | ----------------------------------- | --- |
| 四天王寺聖霊絵図（天王寺曼荼羅） | 絹本著色 | 1幅        | 182.2x185.5     | 大阪城天守閣 | 1927年（昭和2年） | 第8回帝展  |                                     | |
| 浪花天神祭                       | 絹本著色 | 1幅        | 51.2x64.2       | 大阪城天守閣 | 昭和初期          |            |                                     | 帝展特選作の類作。花朝自身10点ほど描かいたと語り、本作もその1つ。花朝の天神祭の絵は愛され、天満天神繁昌亭や大阪府立国際会議場の緞帳の原画となっている。 |
| 浪花天神祭                       | 絹本著色 |            | 25.8x32.8       | 大阪天満宮   | 昭和4年           |            | 款記「「花朝女」/「花朝」朱文長方印 | |
| 山城王入滅図                     | 絹本著色 | 1幅        | 217.0x65.0      | 法隆寺       | 昭和初期          |            | 「花朝（朱の書判）」                | |

## 参考図書
- 板橋区立美術館編　『女性画家・おんなの四季を謳う』　板橋区立美術館、1986年
- 油井一人編『20世紀物故日本画家事典』 美術年鑑社、1998年
- 望月信成編 『生田花朝女』 清文堂出版、1976年
- 生田花朝女著 『花樗』生田花朝女顕彰会 、1984年